# ماي ميريل ميلر
ماي ميريل ميلر (بالإنجليزية: May Merrill Miller)‏ (1894 - 1975)؛ روائية أمريكية.